# Système de conduite de tir

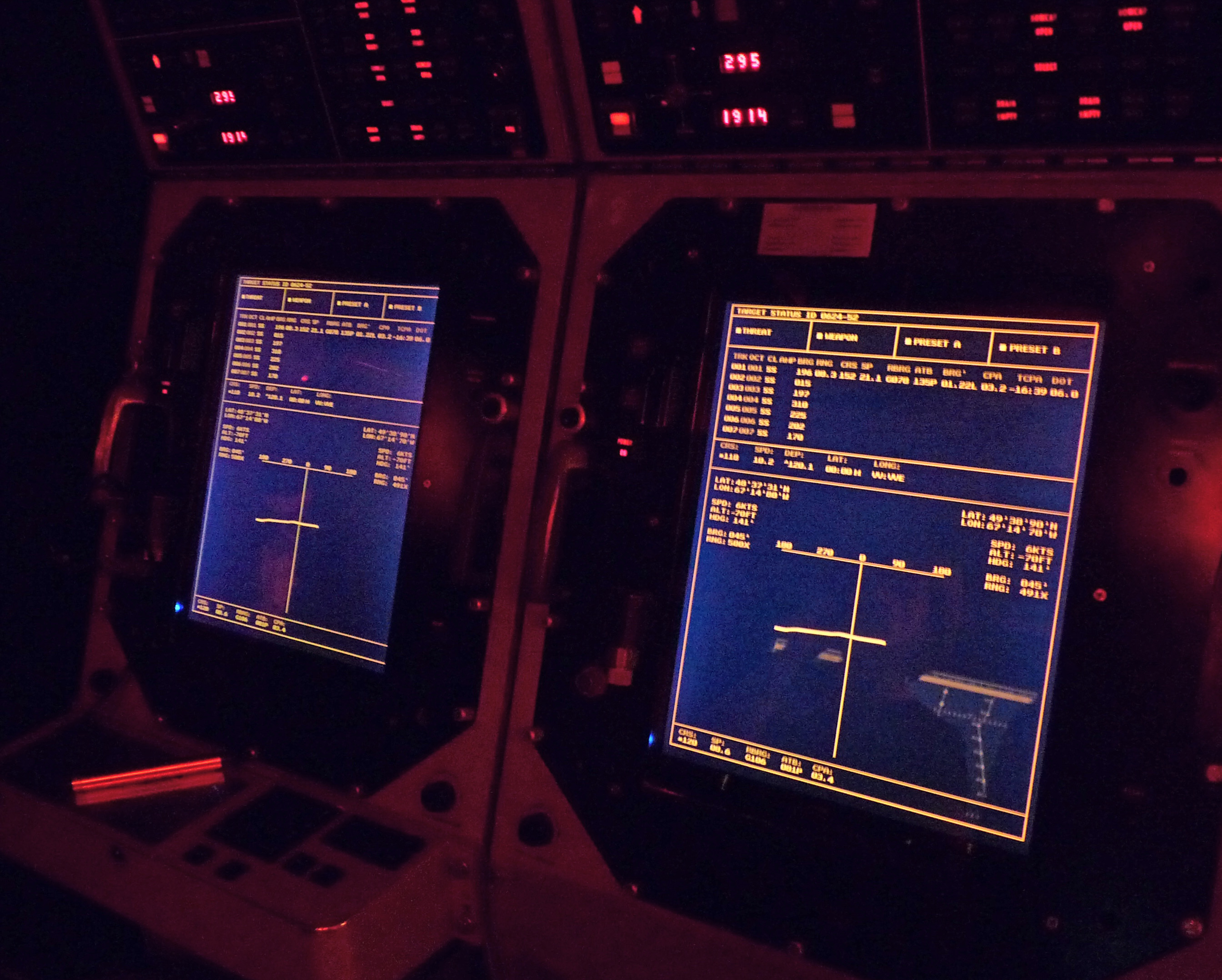
Consoles de tir des torpilles sur le sous-marin-musée.

Un système de conduite de tir est un réseau de composants, la plupart du temps un radar de conduite de tir, un calculateur de solutions de tir et un ordinateur compilant les données de l'arme, destiné à assister un système d'arme à toucher sa cible. Il effectue la même tâche qu'un artilleur humain visant avec son arme, mais le fait plus rapidement et avec une plus grande précision. Un système de conduite de tir peut être employé à bord d'un avion de chasse, d'un char d'assaut ou encore sur une pièce d'artillerie. Des données provenant d'un observateur d'artillerie peuvent également être introduites dans le système.

## Historique

### Origines

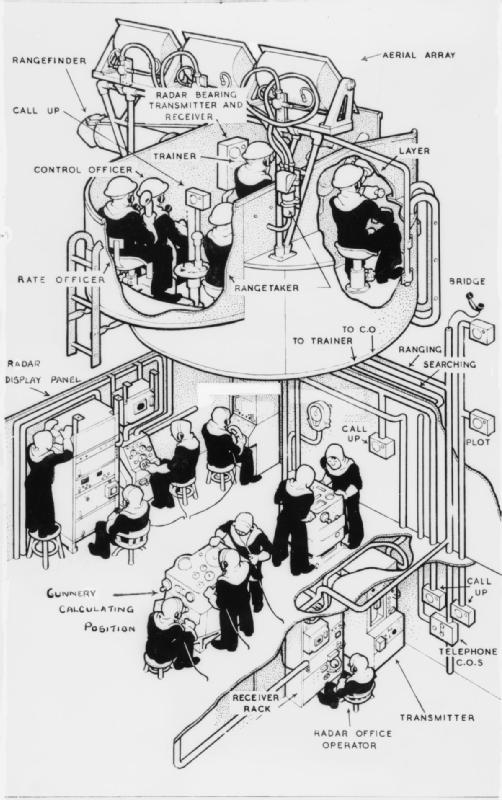
Les systèmes de guidage sont apparus au début du XX. Vue en éclaté d'un destroyer avec le calculateur analogique du pont inférieur au centre (Gunnery Calculating Position).

Les premiers systèmes de guidage de tir sont liés à l'artillerie navale : il s'agissait alors d'engager des cibles à portée de vue (et de les frapper par tir direct). En fait, la plupart des engagements navals d'avant 1800 se faisaient à des portées de 20 à 50 m.
Même au cours de la Guerre de Sécession, le célèbre combat opposant l'USS Monitor au CSS Merrimack s'est déroulé à une portée inférieure à 100 m.
Les progrès rapides réalisés par la chimie des explosifs et la sidérurgie à la fin du XIXe siècle ont bouleversé les tactiques de combat naval. Les canons rayés d'un calibre sans cesse croissant, tirant des obus relativement plus légers que les anciens boulets, virent leur portée croître au point que le principal problème devint le pointage, en tenant compte du mouvement du navire. L'introduction du gyroscope, qui permettait de corriger le mouvement et donnait des mesures d'angle à la minute près, apporta une première réponse à ces difficultés. Cet instrument stimula l'augmentation des calibres, bien au-delà du 255 mm dès les années 1890. Ces canons avaient une portée telle qu'ils n'étaient limités que par la détection d'une cible : c'est pourquoi on augmenta d'abord la hauteur des mâts.
L'autre amélioration importante était la turbine à vapeur, qui augmentait la capacité de manœuvre des bâtiments : si, en effet, les premiers navires à hélices se déplaçaient à 16 nœuds environ, les navires motorisés par turbine purent dépasser les 20 nœuds. Avec la portée accrue des canons et le temps mis par un obus à accomplir sa trajectoire, cela impliquait qu'un navire pouvait décrire une distance considérable (plusieurs fois sa longueur), avant l'impact d'un obus. On ne pouvait plus raisonnablement « viser » une cible aux jumelles ; d'ailleurs, il fallait pointer plusieurs canons à la fois.
Le contrôle du tir en mer soulève trois difficultés principales : celle du contrôle local tenait au service des pièces, assuré à la fin du XIXe siècle par l'équipe d'un chef de batterie ; celle du contrôle dirigé consiste à permettre de faire pointer tous les canons du navire sur une cible unique ; enfin, le tir coordonné d'une formation de vaisseaux contre une même cible, était la préoccupation essentielle de la stratégie de convois des états-majors. Il s'agissait de corriger le tir en fonction de la vitesse du vent en surface, du tangage et du roulis du bâtiment, de la température du magasin de poudre, de la dérive des canons rayés, du calibre des pièces pour la canonnade, du taux de changement de la hausse des différentes pièces, etc.
La consigne qui en résulte, dite solution de tir, était télégraphiée aux tourelles pour instruction. En cas d'échec, un observateur était chargé de déterminer l'écart à la cible en distance et direction, et d'envoyer cette information au calculateur, ainsi que tout changement utile.
Au début, on pointait les canons grâce aux données des postes d'observation : on relevait le point d'impact des premiers projectiles, et l'on corrigeait la hausse par essais et erreurs, mais la dispersion s'accroissait sérieusement avec la distance de la cible,.
De la Guerre de Sécession à 1905, diverses améliorations de détail ont été apportées, comme l'usage de jumelles et de correcteurs de trajectoire optiques. La procédure de réglage a connu quelques changements, grâce au tracé à la main sur cartes pour prédire la position d'un navire au cours d'un engagement.

### Première Guerre mondiale
On employait alors des analyseurs différentiels de plus en plus sophistiqués pour le pointage correct : typiquement, les renseignements de différents observateurs et des mesures par triangulation étaient télégraphiés au pupitre central du navire. Depuis ce pupitre, une équipe codait la position, la vitesse et le cap du navire et de sa cible, ainsi que diverses corrections pour tenir compte de la déviation vers l'est, des conditions météorologiques, etc. Vers 1905, les premiers systèmes de correction automatiques de tir sont apparus, comme les pupitres de Dreyer, de Dumaresq et le pendule Argo, mais il fallut plusieurs années pour déployer ces outils à toutes les flottes de guerre, ; ces appareils, quoi qu'il en soit, sont les ancêtres des correcteurs de trajectoire.
Les premiers de ces correcteurs ont été mis au point indépendamment par les Anglais Arthur Pollen et Frederic Charles Dreyer. Pollen s'intéressa au problème après avoir été frappé de l'imprécision de l'artillerie britannique en exercice au large de Malte en 1900 ; mais Kelvin est sans conteste le premier mathématicien à avoir utilisé un calculateur analogique pour résoudre l'équation différentielle donnant la commande d'un canon en fonction de son mouvement et du mouvement de sa cible.
Pollen s'est proposé de doter un analyseur différentiel d'un traceur automatique des hausses et portées pour permettre de centraliser les données. Afin d'améliorer la précision sur la position et le mouvement relatif de la cible, Pollen incorpora un gyroscope pour tenir compte du mouvement de l'axe des nœuds du navire ; mais comme le traceur, les gyroscopes de l'époque ne permettaient pas un enregistrement en continu et étaient affectés par les vibrations. Malgré l'échec d'épreuves de tir de 1905 et 1906, l'instrument semblait prometteur et son développement reçut l'appui des amiraux Jackie Fisher, Arthur Wilson et du Directeur de l'Artillerie navale et des torpilles (DNO), John Jellicoe.
Simultanément, l'équipe de Dreyer travaillait à un dispositif similaire. Quoique les deux systèmes fussent prévus pour équiper les nouveaux bâtiments de guerre comme les anciens, le système Dreyer fut finalement préféré, et adopté par la Royal Navy dans sa version Mark IV* : l'ajout du contrôle de triangulation facilitait la pratique du tir au combat, et les plus gros vaisseaux de la Royal Navy en étaient équipés dès 1916. Le contrôle de triangulation dépassait de loin les performances des bâtiments à commandement de tir centralisé des tourelles d'artillerie. Il permettait lui aussi de coordonner le feu des tourelles, et bénéficiait en temps réel de la localisation précise des correcteurs optiques. Ce système fut remplacé finalement par le pupitre de tir Admiralty pour les navires construits après 1927.

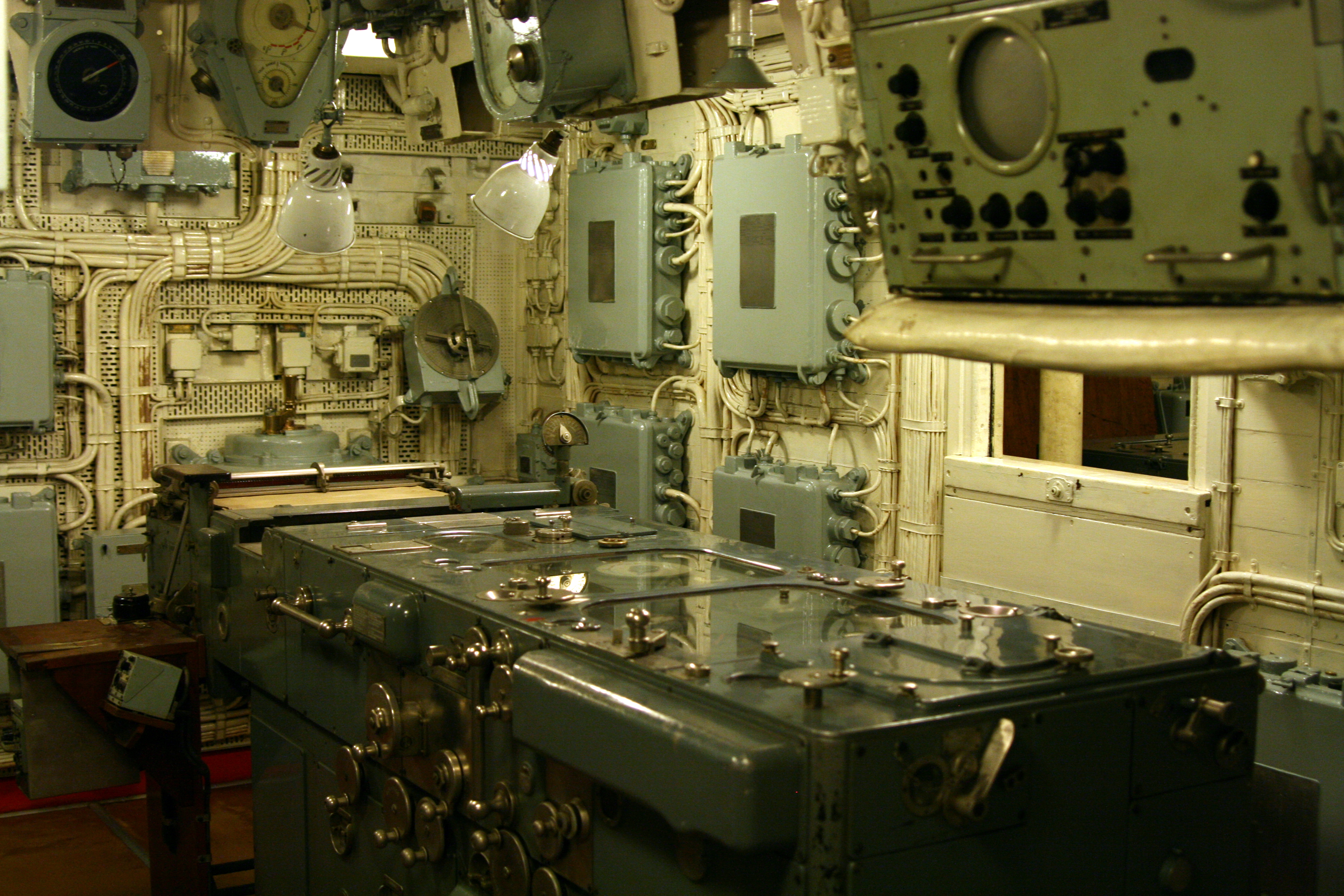
Le pupitre de tir Admiralty du centre de transmission du.

### Seconde Guerre mondiale
Tout au long de leur service, les correcteurs de pointage ont connu des améliorations rapides, de sorte qu'au début de la Seconde Guerre mondiale, ils formaient un composant essentiel des systèmes de guidage de tir. L'arrivée du radar au début du conflit fournit aux navires la possibilité de mener des canonnades à longue portée, même par mauvais temps et de nuit.
L'emploi des correcteurs de triangulation et des calculateurs de trajectoire ont privé les tourelles de l'initiative du pointage pour le renvoyer à un pupitre centralisé ; une commande manuelle locale a toutefois été conservée pour les tourelles multi-canons en cas de perte de contact avec le centre de guidage au combat. Dans ce cas, les batteries tiraient par salves coordonnées, avec une certaine disparité dans les trajectoires des tirs. Mais la dispersion des tirs due aux différences entre canons, projectiles, ordre de mise à feu et vibrations du navire était trop préjudiciable en combat à longue portée. Le pupitre de commandement, surélevé par rapport au pont, possédait une meilleure vue de l'ennemi qu'une tourelle, tout en étant préservé des effets du recul et du vacarme des tirs. Les postes de contrôle de tir étaient au sommet du PC du navire, et l'on voyait les antennes des correcteurs optiques pointer par les côtés, leur conférant un aspect bien reconnaissable.

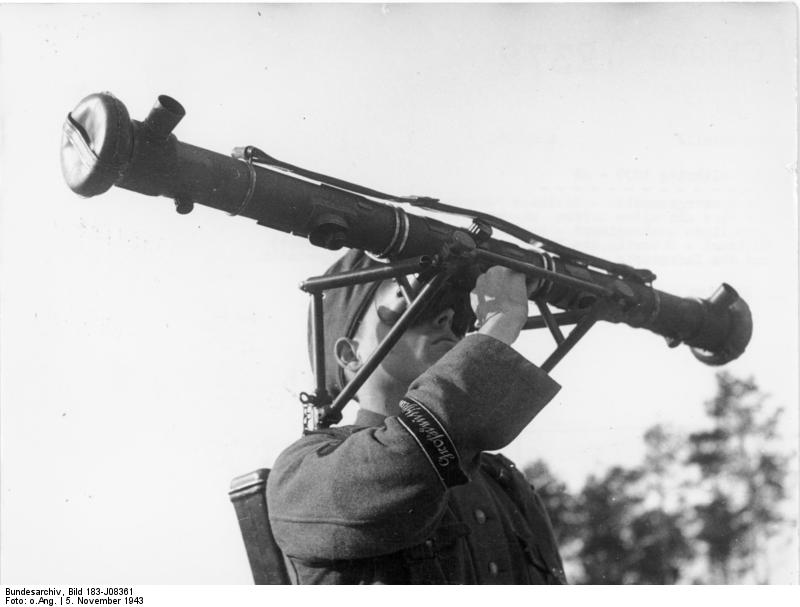
Télémétrie optique : les jumelles stéréoscopiques équipaient l'armée allemande.

Divers facteurs balistiques peu contrôlables, comme la température, l'humidité, la pression, la direction et la vitesse du vent à haute altitude, exigeaient un ajustement progressif par examen de la répartition des points de chute. La localisation de la cible comme des points d'impact était difficile, et l'avènement du radar prit le relai des méthodes optiques. Les Allemands étaient partisans des jumelles stéréoscopiques, tandis que les Britanniques préféraient le correcteur par coïncidence, moins polyvalent mais aussi moins fatigant pour les yeux.

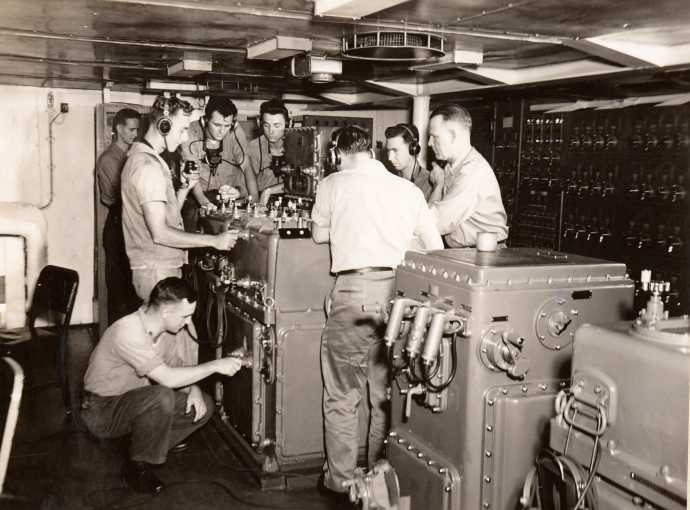
Calculateur balistique Ford Mk 1. Le terme de correcteur de pointage rendait de moins en moins compte des opérations complexes réalisées par ces instruments. Le Mk 1 peut être considéré comme une sorte d'ordinateur. Notez les trois gâchettes des canons au premier plan.

Les sous-marins ont été équipés eux aussi de systèmes de guidage, mais ils étaient en butte à des difficultés particulières : il fallait à une torpille entre une et deux minutes pour frapper sa cible. Il était très difficile de calculer la bonne direction de tir compte tenu des vitesses relatives des vaisseaux : l'introduction de calculateurs de bord accéléra surtout les calculs.
Dans un navire de guerre britannique de la Seconde Guerre mondiale, le système de contrôle de tir, posté en haut du bâtiment, était relié aux différentes tourelles, cependant que l'analyseur différentiel était protégé au centre du navire. Depuis la tour de commande, les opérateurs observaient la cible aux jumelles. Un observateur mesurait la hausse, l'autre le gisement.
Malgré une mécanisation poussée du procédé, l'intervention humaine était encore essentielle ; le poste de transmission (où se trouvait le pupitre Dreyer) des grandes batteries du HMS Hood employait un équipage de 27 hommes.
Les systèmes de guidage de tir étaient peu protégés. Il aurait été difficile de reprendre la masse d'un blindage importante aussi haut sur la ligne de flottaison, et quand bien même le blindage aurait arrêté un tir, l'impact seul aurait suffi à dérégler les instruments. Le blindage était limité aux impacts de balle et aux plus petits fragments d'obus.
Les performances du calculateur analogique étaient impressionnantes. Au cours d'un exercice de tir en 1945, l'USS North Carolina parvint à maintenir son objectif sous le feu à pleine cadence. C'est évidemment un énorme avantage d'être capable de manœuvrer tout en engageant sa cible.

### Depuis 1945
À partir des années 1950, les tourelles d'artilleries étaient de plus en plus robotisées, le pointage des canons étant commandé depuis un pupitre central recevant les données d'un radar et d'autres capteurs.
Le dernier combat utilisant des correcteurs de pointage analogiques, du moins pour l'US Navy, s'est déroulé pendant la Guerre du Golfe (1991) : les correcteurs de tir y ont réglé les salves des derniers bâtiments de Classe Iowa.

## Systèmes de conduite de tir
- Skyshield
- ATLAS (artillerie, France)[14]